# Masahiro Wada
Masahiro Wada (jap. 和田 昌裕, Wada Masahiro; * 21. Januar 1965 in der Präfektur Hyōgo) ist ein ehemaliger japanischer Fußballspieler und -trainer.

## Karriere

### Spieler
Wada erlernte das Fußballspielen in der Schulmannschaft der Mikage High School und der Universitätsmannschaft der Juntendo-Universität. Seinen ersten Vertrag unterschrieb er 1987 bei Matsushita Electric. Der Verein spielte in der zweithöchsten Liga des Landes, der Japan Soccer League Division 2. 1987/88 wurde er mit dem Verein Vizemeister der Division 2 und stieg in die Division 1 auf. 1990 gewann er mit dem Verein den Kaiserpokal. Mit Gründung der Profiliga J.League 1992 und der damit verbundenen Neuorganisation des japanischen Fußballs wurde der Matsushita Electric zu Gamba Osaka. Für den Verein absolvierte er 152 Spiele. 1995 wechselte er zum Zweitligisten Vissel Kobe. 1996 wurde er mit dem Verein Vizemeister der Japan Football League und stieg in die J1 League auf. Für den Verein absolvierte er 46 Spiele. Ende 1998 beendete er seine Karriere als Fußballspieler.

## Erfolge

### Spieler
Matsushita Electric
- Japanischer Pokalsieger: 1990

## Auszeichnungen

### Trainer
Thai Premier League
- Trainer des Jahres: 2014